# Camilla Renschke

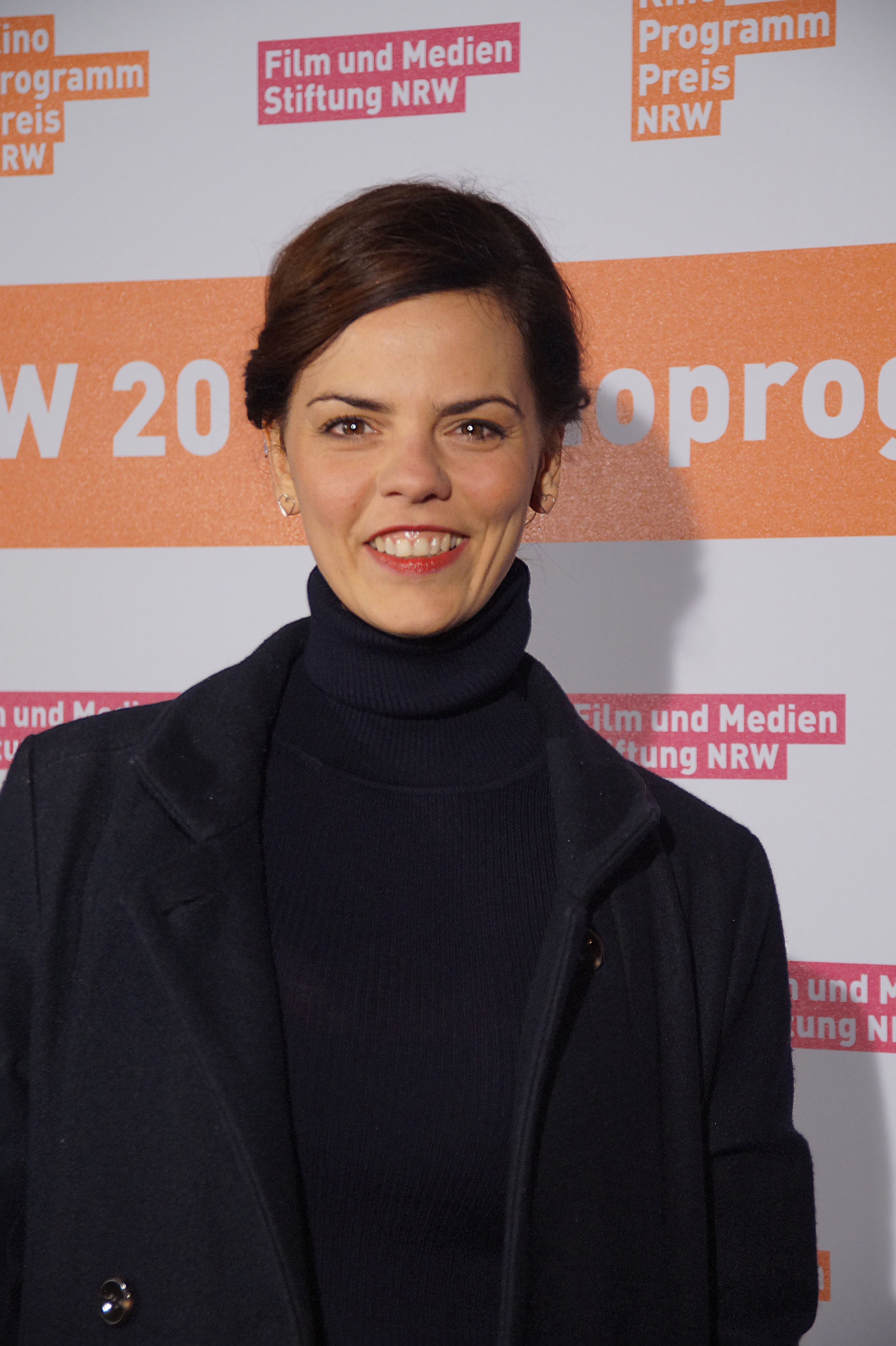
Camilla Renschke beim NRW-Kinoprogrammpreis, November 2016, Köln.

Camilla Renschke (* 15. März 1980 in Köln) ist eine deutsche Schauspielerin.

## Leben
Im Alter von acht Jahren wirkte Renschke an einer Aufführung von Bertolt Brechts Die Gewehre der Frau Carrar am Schauspielhaus Bochum mit.
Ihre erste Hauptrolle in einer Fernsehproduktion erhielt sie 1997 in einer Bella-Block-Folge. Einem breiten Publikum ist sie durch die Tatort-Produktionen von Radio Bremen bekannt, in denen sie von Beginn an (seit 1997) die Rolle der Helen Reinders, Tochter von Kommissarin Inga Lürsen (Sabine Postel) spielte.
Sie debütierte im Kino 1998 mit dem Film Kai Rabe gegen die Vatikankiller und spielte weitere Hauptrollen, unter anderem in Schlaraffenland und Die Schwiegermutter. Seither war sie in weiteren Kino- und Fernsehproduktionen, beispielsweise in Schimanski, SOKO 5113 oder Doppelter Einsatz, zu sehen. Außerdem ist sie Station-Voice des WDR-Radiosenders 1 Live.

## Filmografie (Auswahl)
- 1997–2019: Tatort, siehe auch Figuren aus den Bremer Tatort-Folgen – Helen Reinders
- 1997: Bella Block: Tod eines Mädchens
- 1998: Kai Rabe gegen die Vatikankiller
- 1998: Schlaraffenland
- 1998: Die Schwiegermutter (Regie: Dagmar Hirtz)
- 1999: Stundenhotel (Regie: Luzia Schmid)
- 2001: Herz (Regie: Horst Sczerba)

- 2001: Das Amt (Fernsehserie, Folge: Die Praktikantin)
- 2001: Ein Vater zum Verlieben (Regie: Sigi Rothemund)
- 2001: Dr. Stefan Frank – Der Arzt, dem die Frauen vertrauen – Und keiner darf es wissen
- 2002: Der zehnte Sommer
- 2003: Tatort: Romeo und Julia
- 2003: Die Rosenzüchterin
- 2003: End of Summer (Regie: Rolf Roring)
- 2004: Egoshooter
- 2004: Besser als Schule
- 2004: Wilde Jungs (Regie: Tim Trageser)
- 2004: Gisela (Regie: Isabelle Stever)
- 2005: SOKO Donau – Racheengel (Regie: Peter Fratzscher)
- 2006: Ein Fall für den Fuchs – Schachmatt
- 2006: Alarm für Cobra 11 – Die zweite Chance
- 2006: Geküsst wird vor Gericht (Regie: Zoltan Spirandelli)
- 2007: Teufelsbraten (Regie: Hermine Huntgeburth)
- 2010, 2018, 2024: SOKO Köln – Vorsicht Falle!, Die Boule-Bande, Das Küken (verschiedene Rollen)
- 2010: Der letzte Bulle – Überlebenstraining
- 2011, 2017, 2021: SOKO Stuttgart – Ans Messer geliefert, Der Held von Stuttgart, Doppeltes Spiel (1) (verschiedene Rollen)
- 2016: Bettys Diagnose – Quarantäne
- 2017: Pastewka – Das letzte Date
- 2019: Heldt – Die Sagenjäger
- 2020: In aller Freundschaft – Die jungen Ärzte – Menschliche Makel
- 2020: Anna und ihr Untermieter: Aller Anfang ist schwer
- 2022: Anna und ihr Untermieter: Dicke Luft
- 2023: SOKO Potsdam: Bootstrip
- 2023: Schock

## Hörspiele und Features
- 2010: Lew Tolstoi: Und das Licht scheint in der Finsternis – Regie: Elisabeth Panknin, (Hörspiel – DLF)
- 2013: Ulrich Land: Duisburg 3.0 – Regie: Jörg Schlüter (Feature – WDR)
- 2013: Giampaolo Simi: Vater, Mörder, Kind – Regie: Jörg Schlüter (Hörspiel – WDR)
- 2019: Irmgard Keun Gilgi – eine von uns Verlag: Der Audio Verlag
- 2019: Heidi Perks Die Freundin Verlag: Random House Audio
- 2020: Albertine Sarrazin Querwege, Lesung im SWR2 in der Reihe Fortsetzung folgt